# Elizabeth Wiggins Simonton Blackford
Elizabeth Wiggins Simonton Blackford, nascida Elizabeth Wiggins Simonton (West Hanover, 4 de setembro de 1822 – São Paulo, 23 de março de 1879) foi a primeira missionária presbiteriana no Brasil.

## Biografia
Nascida na Pensilvânia, foi a terceira geração de uma família de escoto-irlandeses emigrados para os Estados Unidos, é irmã do missionário reverendo Ashbel Green Simonton, pioneiro do presbiterianismo brasileiro.
Sentindo-se vocacionada para o serviço missionário, matriculou-se no Seminário Feminino de Newark, em Delaware. Lá, passou por uma profunda experiência religiosa de avivamento. É desta época, também, o apelido com que viria a ser conhecida no Brasil: Lille.
Casou-se, em 8 de março de 1860, com o Rev. Alexander Latimer Blackford, grande parceiro missionário de seu irmão, Ashbel Simonton. Logo após o casamento, partiram numa tumultuada viagem para o Brasil, chegando ao Rio de Janeiro em 25 de julho de 1860.
Em 1863, Elizabeth e seu esposo mudaram-se para São Paulo. Na nova residência receberam a visita do padre José Manoel da Conceição, que, mais tarde, tornar-se-ia o primeiro pastor brasileiro. Conceição deixou palavras que ilustram a importância e a personalidade de Elizabeth:
"Sua muito nobre senhora, Mme. Blackford, cuja alma é o santuário do Espírito de Deus, a primeira palavra que me dirigiu foi um convite para comungar na sua igreja. A surpresa embaraçou-me por um momento… Três grandes nomes, que farão eternamente o objeto da minha gratidão, são inseparáveis da minha conversão e entrada na família cristã. Estes nomes são A. L. Blackford, sua muito nobre senhora e A. G. Simonton. Eis os dignos instrumentos de que quis Deus servir-me para me fazer cristão." 
Depois que seu irmão, Ashbel Simonton, morreu (em 9 de dezembro de 1867), Elizabeth e Alexander Blackford voltaram para o Rio de Janeiro. Enquanto seu esposo assumia como pastor da Igreja Presbiteriana do Rio de Janeiro, Elizabeth auxiliava na escola dominical. Neste período passa a sofrer com uma enfermidade nervosa que a faz retornar várias vezes aos Estados Unidos em busca de tratamento.
Em fevereiro de 1870, a revista The Foreing Missionary publicou um interessante relato de Elizabeth acerca da Escola Dominical da Igreja do Rio. Ela foi uma grande entusiasta da obra missionária no Brasil. Possuía uma mente ágil e observadora e tinha facilidade de relacionar-se com todos os tipos de pessoas, usando essa habilidade com fins evangelísticos.
A missionária Elizabeth Blackford faleceu em São Paulo, vítima de febre tifóide, "após quase vinte anos dedicados à obra missionária no Brasil". Seu corpo foi sepultado ao lado do de seu irmão, no Cemitério dos Protestantes, em São Paulo. Em sua lápide, estão as palavras de II Timóteo 1.12: "I know whom I have believed" (Eu sei em quem tenho crido).